# 能代山本医師会病院
能代山本医師会病院（のしろやまもといしかいびょういん）は、秋田県能代市檜山にある病院である。

## 概要
1984年に能代市山本郡医師会（当時）によって開設された。周囲は「能代山本医療・福祉総合エリア」に指定され、高齢者の交流施設などが集まっている。能代山本地区は当病院、能代厚生医療センター、地域医療機能推進機構秋田病院（JCHO秋田病院）の3病院で救急医療の輪番制をしいている。

### 沿革
- 1984年（昭和59年）7月1日：開院。[1]
- 1985年（昭和60年）：開放型病院承認。
- 1986年（昭和61年）： 紹介型病院承認。
- 1989年（平成元年）10月6日：救急告示病院認定[1]。
- 1990年（平成2年）：紹介外来型病院認定。
- 2000年（平成12年）2月23日：地域医療支援病院承認[1]。
- 2014年（平成26年）：新棟増設工事完成。

## 交通機関
- 能代駅前 - 東能代地区連絡コミュニティバス「ではるん」「医師会病院前」より徒歩1分。
- JR奥羽本線東能代駅より車5分。[注釈 1]

## 併用施設
- 介護老人保健施設「 友楽苑 」
- 能代山本地域産業保健センター
- 能代山本訪問看護ステーション